# Протести у Молдові (2022–2023)
Протести у Молдові почалися 18 вересня 2022 року в Кишиневі на тлі енергетичної кризи, що спричинила зростання цін на природний газ та інфляцію, з вимогою відставки прозахідного уряду президентки Молдови Маї Санду.
Протести, організовані молдовською опозицією, зокрема проросійською партією «Шор» та її лідером, проросійським олігархом Іланом Шором. 26 жовтня 2022 року проти Ілана Шора, а також Влада Плахотнюка, Міністерство фінансів США запровадило санкції через їхні зв'язки з російським урядом.
9 лютого 2023 року президент України Володимир Зеленський під час виступу на саміті ЄС заявив про «план Росії взяти Молдову під свій контроль». Служба інформації та безпеки Молдови підтвердила, що молдовська сторона отримувала від України дані про наміри Росії провести кампанію з дестабілізації ситуації в державі.

## Хронологія

### 2022

#### Вересень
18 вересня близько 20 000 людей вийшли на акцію протесту в Кишиневі, вимагаючи відставки прозахідного уряду країни.

#### Жовтень
13 жовтня влада Республіки Молдова вирішила заборонити мітинги, які блокують смуги руху, транспортні артерії чи під'їзні шляхи до державних установ протягом тижня, дозволяючи їх лише у вихідні дні на максимальну тривалість чотирьох годин.
14 жовтня кілька людей вийшли на акцію протесту в центрі столиці проти заходів влади, затримали щонайменше 4 особи.
18 жовтня ультраправий Російський національно-визвольний рух розпочав кампанію в Гагаузії за «визнання незаконним Розпад СРСР та відновлення кордонів колишнього Радянського Союзу відповідно до результатів Другої світової війни».

#### Листопад
6 листопада понад 50 000 прихильників проросійської партії «Шор» взяли участь у протесті в столиці країни Кишиневі, вкотре вимагаючи відставки прозахідного уряду та дострокових парламентських виборів.
8 листопада уряд Молдови оголосив, що звернувся до Конституційного суду з проханням розпочати процедуру оголошення партії Ілана Шора поза законом у Молдові через те, що вона просуває інтереси іноземної держави і завдає шкоди національній незалежності та суверенітету.
13 листопада тисячі антиурядових протестувальників повернулися на вулиці Кишинева.

#### Грудень
7 грудня 2022 року Ілан Шор звернувся до президента Маї Санду з проханням висунути його кандидатуру на посаду прем'єр-міністра Молдови.
11 грудня в Кишиневі відбувся новий антиурядовий протест, ініційований партією «Будуємо Європу вдома».
15 грудня в рамках розслідування Orheileaks були викриті зв'язки між протестувальниками з партії «Шор» та уніоністським активістом Владом Білецьким. Останній заперечував будь-які зв'язки з протестувальниками.
18 грудня проросійська Партія соціалістів Республіки Молдова організувала акцію протесту в Унгенах.
19 грудня шість телеканалів у Молдові, пов'язаних з Іланом Шором (Prime TV, РТР Молдова, Accent TV, НТВ Молдова, TV6 і Orhei TV), були тимчасово призупинені за звинуваченням у проросійській пропаганді та поширенні неправдивої інформації про російсько-українську війну.

### 2023

#### Січень
25 січня кілька журналістів призупинених проросійських телеканалів Молдови, на чолі з Олексієм Лунгу, провели акцію протесту в Бухаресті, вимагаючи втручання румунської влади для переговорів з молдовською владою щодо відновлення мовлення каналів на телебаченні. Наступного дня, 26 січня, журналісти протестували в Раді Європи в Страсбурзі.
26 січня кілька сотень пенсіонерів з числа прихильників партії «Шор» протестували в четвер біля будівлі президента, вимагаючи відставки Санду.

#### Лютий
10 лютого уряд Республіки Молдова подав у відставку через триваючу кризу.
13 лютого Мая Санду оголосила про підготовку Росією насильницького плану з терористичними атаками та захопленням заручників з метою повалення уряду, на чолі з ПДС. Проросійські налаштована башкан Гагаузії Ірина Влах заявила, що «Санду знаходить виправдання для перетворення Молдови на поліцейську державу».
19 лютого тисячі проросійських протестувальників взяли участь в акції протесту в столиці Молдови Кишиневі, вкотре вимагаючи відставки уряду.
В цей день також був організований контрпротест, пройшовши з румунськими та натовськими прапорами.
Новий прем'єр-міністр Молдови Дорін Речан заявив, що Придністров'я має бути демілітаризоване. Він також додав, що нейтралітет не захистить країну від нападу.
21 лютого Дорін Речан підтвердив слова президента України Володимира Зеленського про те, що РФ планує захопити аеропорт у Кишиневі для перекидання військових до Молдови.

## Міжнародна реакція
НАТО — заступник генерального секретаря НАТО Мірча Джоане повідомив, що найближчим часом до Молдови буде доставлена частина пакету нелетальної допомоги. Чиновник підкреслив, що пакет допомоги є відповіддю на прохання Кишинева і спрямований на те, щоб допомогти Молдові впоратися з викликами в контексті кризи безпеки в регіоні та гібридної війни, яку веде Росія.
 Румунія — міністр закордонних справ Румунії Богдан Ауреску заявив, що його країна підтримувала, підтримує і продовжуватиме підтримувати стабільність Республіки Молдова конкретним і твердим чином у всіх вимірах, у тому числі в нинішньому контексті, а також її інтеграцію до Європейського Союзу.
 США — 26 жовтня 2022 року Міністерство фінансів США запровадило санкції проти Ілана Шора та Влада Плахотнюка через їхні зв'язки з російським урядом. Заступниця держсекретаря США з питань Європи та Євразії Карен Донфрід вважає ситуацію з можливим переворотом у Молдові «знайомим сценарієм».
 Україна — 9 лютого 2023 року президент України Володимир Зеленський заявив у Європарламенті, що українські спецслужби виявили план повалення нинішнього молдовського керівництва та заміни його на проросійське. Він також заявив, що ці плани були надіслані молдовському уряду. 19 лютого, в інтерв‘ю італійському виданню Corriere della Sera, Зеленський зазначив, що Україна готова допомогти Молдові повернути Придністров'я. Радник керівника Офісу Президента України Михайло Подоляк заявив, що Росія намагається організувати державний переворот у Молдові.
 Росія — міністр закордонних справ Росії Сергій Лавров заявив, що Молдову може спіткати доля України (тобто бути атакованою Росією), якщо президент Молдови Мая Санду, яка має румунське громадянство, захоче об'єднатися з Румунією і вступити до НАТО.